# A.C. Formigine A.S.D.
Associazione Calcio Formigine Associazione Sportiva Dilettantistica là một câu lạc bộ bóng đá Ý có trụ sở tại Formigine, Emilia Romagna.

## Lịch sử

### Thành lập
Câu lạc bộ được thành lập vào năm 1968.

### Serie D
Trong mùa 2011-12 đội lần đầu tiên được thăng hạng, từ Eccellenza Emilia-Romagna / B đến Serie D / D. 

## Màu sắc và huy hiệu
Màu sắc của đội là xanh lá cây và xanh dương.

## Danh hiệu
- Eccellenza Emilia-Romagna / B: 2011-12